# Coupe du Gabon Interclubs
La Coupe du Gabon Interclubs  è il principale torneo calcistico ad eliminazione del Gabon.

## Albo d'oro
| Stagione | Campione           | Risultato      | Finalista                  |
| -------- | ------------------ | -------------- | -------------------------- |
| 1961-63  | sconosciuto        |                |                            |
| 1964     | AS Mangasport      |                |                            |
| 1965-77  | sconosciuto        |                |                            |
| 1978     | Stade Mandji       |                |                            |
| 1979     | Stade Mandji       |                |                            |
| 1980-83  | sconosciuto        |                |                            |
| 1984     | ASMO/FC 105        | 2-1            | AS Sogara                  |
| 1985     | AS Sogara          |                |                            |
| 1986     | ASMO/FC 105        |                |                            |
| 1987     | USM Libreville     |                | Mbilinga FC                |
| 1988     | Vantour Mangoungou | 1-0            | Shellsport                 |
| 1989     | Petrosport         |                |                            |
| 1990     | Shellsport         |                |                            |
| 1991     | USM Libreville     |                |                            |
| 1992     | Téléstar FC        | 4-0            | ASMO/FC 105                |
| 1993     | Mbilinga FC        | 2-1 (t.e.)     | Delta Sports (Libreville)  |
| 1994     | AS Mangasport      | 4-3            | Petrosport                 |
| 1995     | Mbilinga FC        |                |                            |
| 1996     | ASMO/FC 105        |                |                            |
| 1997     | Mbilinga FC        |                |                            |
| 1998     | Mbilinga FC        | 3-0            | Wongosport (Libreville)    |
| 1999     | US Bitam           | 2-1            | Aigles Verts (Port-Gentil) |
| 2000     | AO Evizo           |                |                            |
| 2001     | AS Mangasport      | 1-0            | TP Akwembé (Libreville)    |
| 2002     | USM Libreville     | 1-1 (4-2 pen.) | JS Libreville              |
| 2003     | US Bitam           | 1-1 (4-3 pen.) | USM Libreville             |
| 2004     | FC 105 Libreville  | 3-2            | AS Mangasport              |
| 2005     | AS Mangasport      | 2-0            | Sogéa FC (Libreville)      |
| 2006     | Téléstar FC        | 3-2            | FC 105 Libreville          |
| 2007     | AS Mangasport      | 1-0            | Sogéa FC                   |
| 2008     | USM Libreville     | 2-1            | AS Mangasport              |
| 2009     | FC 105 Libreville  | 2-1            | Sogéa FC                   |
| 2010     | US Bitam           | 2-1            | Missile FC (Libreville)    |
| 2011     | AS Mangasport      | 1-0            | AS Pélican                 |
| 2012     | non disputata      | non disputata  | non disputata              |
| 2013     | CF Mounana         | 2-0            | US Bitam                   |
| 2014     | non disputata      | non disputata  | non disputata              |
| 2015     | CF Mounana         | 2-1            | AFJ Libreville             |

## Vittorie per squadra
| Club                     | Città       | Vittorie | Stagioni                           |
| ------------------------ | ----------- | -------- | ---------------------------------- |
| Mangasport               | Moanda      | 6        | 1964, 1994, 2001, 2005, 2007, 2011 |
| Mbilinga (Shellsport)    | Port-Gentil | 5        | 1990, 1993, 1995, 1997, 1998       |
| FC 105 Libreville (ASMO) | Libreville  | 5        | 1984, 1986, 1996, 2004, 2009       |
| USM Libreville           | Libreville  | 4        | 1987, 1991, 2002, 2008             |
| Bitam                    | Bitam       | 3        | 1999, 2003, 2010                   |
| Téléstar                 | Libreville  | 2        | 1992, 2006                         |
| Stade Mandji             | Port-Gentil | 2        | 1978, 1979                         |
| Mounana                  | Libreville  | 2        | 2013, 2015                         |
| Petrosport               | Port-Gentil | 1        | 1989                               |
| Vantour Mangoungou       | Libreville  | 1        | 1988                               |
| Evizo                    | Lambarèné   | 1        | 2000                               |
| Sogara                   | Port-Gentil | 1        | 1985                               |